# Mahalon
Mahalon is een gemeente in het Franse departement Finistère (regio Bretagne). De plaats maakt deel uit van het arrondissement Quimper. Mahalon telde op 1 januari 2022 1.010 inwoners.

## Geografie
De oppervlakte van Mahalon bedroeg op 1 januari 2022 21,39 vierkante kilometer; de bevolkingsdichtheid was toen 47,2 inwoners per km².

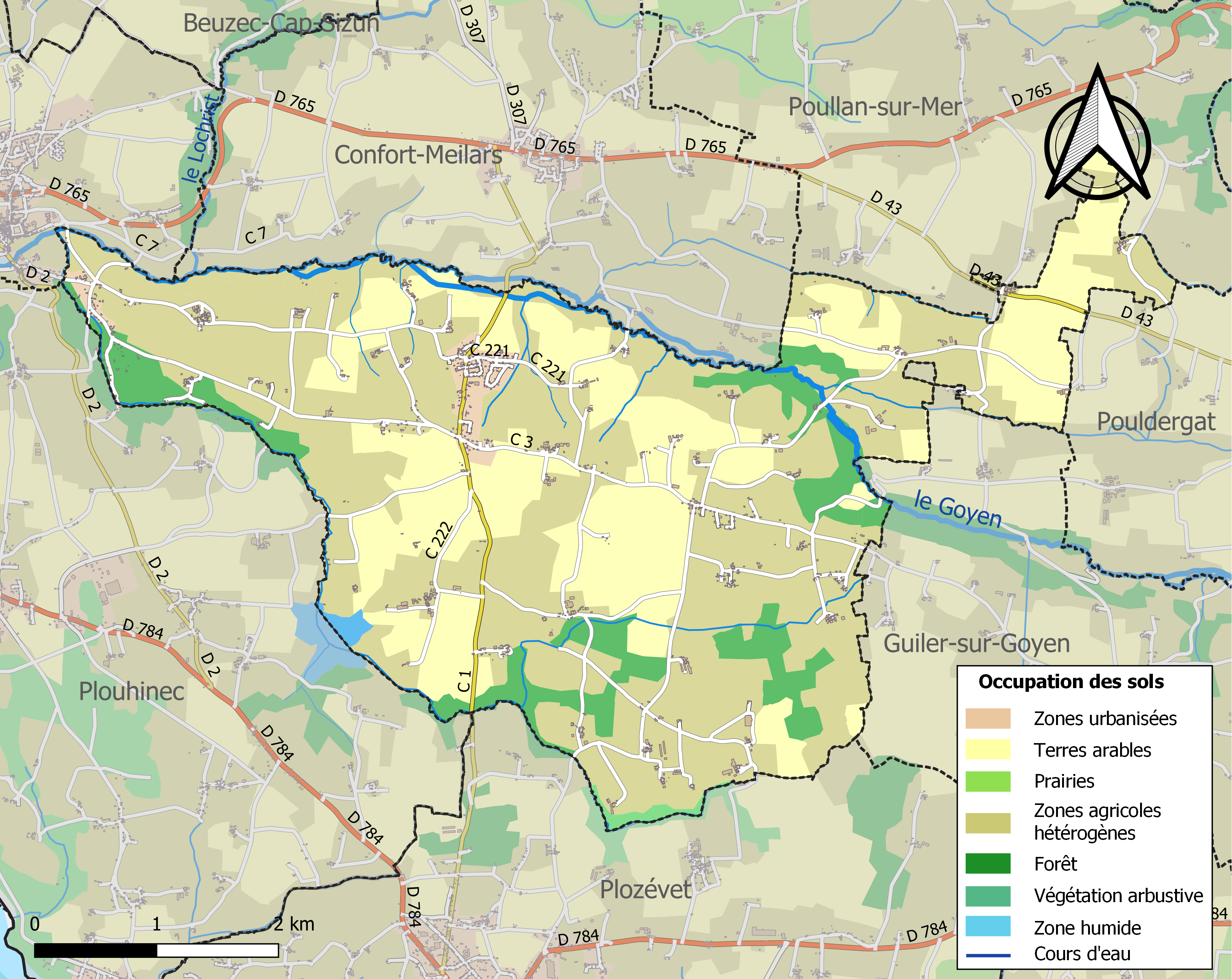
Kaart van de gemeente met belangrijkste infrastructuur, bodemgebruik en omliggende gemeenten

## Demografie
Onderstaande figuur toont het verloop van het inwonertal (bron: INSEE-tellingen).